# Haldenstein
Haldenstein (en romanche Lantsch sut) era una comuna suiza del cantón de los Grisones, situada en situada en la región de Plessur. Limitaba al norte con la comuna de Untervaz, al este con Trimmis, al suroeste con Felsberg, al oeste con Pfäfers (SG) y al este-sureste con Coira; el 1 de enero de 2021 fue absorbida por esta.

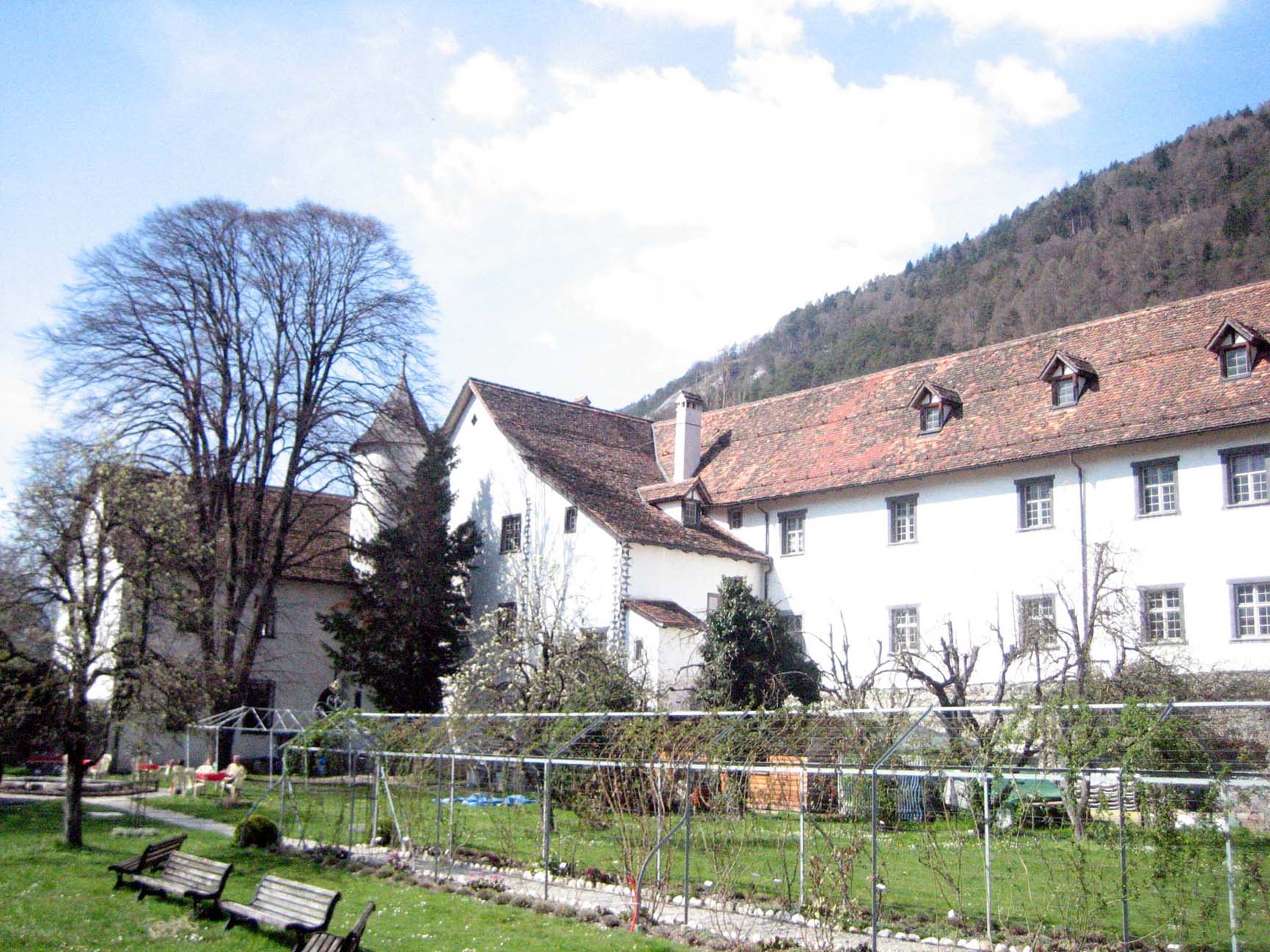
Castillo de Haldenstein.